# Deaf Forever: The Best of Motörhead
Deaf Forever: The Best of Motörhead è un album raccolta del gruppo musicale heavy metal Motörhead, pubblicato nel 2000, che contiene i successi della band compresi nel periodo 1977-1982 e 1986 (brano Deaf Forever).
In seguito la raccolta è stata ripubblicata con il titolo Aces -  The Best of Motörhead.

## Tracce
1. Ace of Spades
2. Louie Louie
3. Bomber
4. Iron Fist
5. No Class
6. Overkill
7. I'm the Doctor
8. Go to Hell
9. Bang to Rights
10. Lemmy Goes to the Pub
11. America
12. Speedfreak
13. Sex and Outrage
14. I Got Mine
15. All the Aces
16. Dirty Love
17. Please Don't Touch
18. Motörhead (live)
19. The Chase Is Better than the Catch
20. Deaf Forever

## Formazione
- Lemmy Kilmister - basso, voce
- "Fast" Eddie Clarke - chitarra
- Phil "Philty Animal" Taylor - batteria
- Phil Campbell - chitarra
- Würzel - chitarra
- Pete Gill - batteria